# 558 Carmen
558 Carmen è un asteroide della fascia principale del diametro medio di circa 59,31 km. Scoperto nel 1905, presenta un'orbita caratterizzata da un semiasse maggiore pari a 2,9067686 UA e da un'eccentricità di 0,0431013, inclinata di 8,36579° rispetto all'eclittica.
Carmen è il nome di una zingara, personaggio dell'omonima opera di Georges Bizet.